# Proanoplomus yunnanensis
Proanoplomus yunnanensis är en tvåvingeart som beskrevs av Zia 1964. Proanoplomus yunnanensis ingår i släktet Proanoplomus och familjen borrflugor. Inga underarter finns listade i Catalogue of Life.